# Voices from Ukraine
Благодійна фундація «Voices from Ukraine» — польсько-українська благодійна організація, яка створена з метою надання допомоги вимушеним переселенцям та людям, які втікають від війни на території України. Заснована на принципах гуманності, взаємодопомоги та культурного співробітництва, фундація відіграє ключову роль у підтримці та забезпеченні життєво важливих потреб тих, хто потрапив у складні ситуації через війну.

## Історія заснування
Благодійна Фундація "Voices from Ukraine" була заснована у квітні 2022 році за ініціативою групи активістів та громадських лідерів з Польщі та України. Засновниками є громадські діячі та волонтери Денис Вертелецький та Анна Довга, віцепрезидентка — Жанна Бойко.
Організатори фундації відчували необхідність у створенні структури, яка зосереджувалася б на підтримці людей, що постраждали внаслідок збройного конфлікту на сході України, а братній народ Польщі допоміг їм у цьому за що йому дуже вдячні.
Початково фундація ставила перед собою завдання надавати допомогу вимушеним переселенцям, забезпечуючи їхнім родинам пошук житла, їжу, медичну та психологічну підтримку. Однак з часом місія фундації розширилася. Вона почала активно працювати над культурними проєктами, спрямованими на зміцнення взаєморозуміння між українським та польським народами.
Фундація реалізує свої цілі через різноманітні заходи, такі як культурні фестивалі, виставки, майстер-класи, концерти та лекції. Ці ініціативи сприяють обміну культурним досвідом та сприяють утвердженню дружби між Польщею та Україною. Крім того, фундація активно залучає громадян до участі у благодійних акціях, які спрямовані на збір коштів для підтримки потребуючих.

## Проєкти та діяльність
Однією з ключових напрямків діяльності фундації є надання підтримки Силам оборони України. «Voices from Ukraine» активно залучає ресурси та збирає допомогу для військових, які захищають територіальну цілісність та безпеку України. Це включає в себе постачання необхідного спорядження, медичних засобів, а також гуманітарної допомоги.
З липня до благодійних заходів фундації доєдналися такі українські артисти та громадські діячі:
2022 рік
- 25 травня організували перший творчий візит до Centrum Pomocy Humanitarnej Modlinska 6D за участі Alyona alyona та Mélovin.
- 8 червня за сприяння партнерів з Німеччини «Mriya project» взяли участь у благодійному концерті у Франкфурт-на-Майні за участі українських артистів — Лазановський Сергій Сергійович та Serafyn.
- 12 червня за підтримки Mazowiecki Urząd Wojewódzki w Warszawie[2][неавторитетне джерело] було організовано благодійний концерт в Ptak Warsaw EXPO для близько 3700 осіб, які утікали від військового вторгнення російської федерації
- 16 червня організували благодійний візит до Women Center Warsaw за участі Jerry Heil та Alyona alyona.
- 9 липня було організовано у Women Center Warsaw благодійну зустріч з переможцями Пісенний конкурс «Євробачення» 2022 року у Турині — Kalush Orchestra
- 29 липня було організовано благодійний концерт у VooDoo Club «BE BRAVE FOR UKRAINE» за участі Kola, MamaRika, Serafyn, Катя Олос, Сергій Середа, KAILEN та Катерина Гулюк.
- 27 серпня до Дня Незалежності України було організовано благодійний концерт для 2000 людей в Centrum Pomocy Humanitarnej Modlinska 6D за участі MamaRika, Сергій Середа, DOVI, Ярослав Рогальский, Lesan, СолоХА та Serafyn.
- 17 вересня у співпраці з Flixbus були запрошені на український фестиваль «Family Day for Ukraine» у нідерландському містечку Венендал, куди ми привезли українського співака — Serafyn та було зібрано на потреби України понад 6000 євро[3][неавторитетне джерело]

### Інше
Благодійна Фундація «Voices from Ukraine» є прикладом успішної співпраці між польським та українським суспільством. Її робота спрямована на розвиток культурних зв'язків, надання допомоги потребуючим та підтримку військовослужбовцям, що ризикують своїм життям для захисту миру та безпеки в Україні. Благодійна Фундація «Voices from Ukraine» продовжує відзначатися своєю вагомою роллю у гуманітарних та культурних ініціативах, сприяючи будівництву сильніших і дружніх відносин між народами України та Польщі